# Porto Mosquito

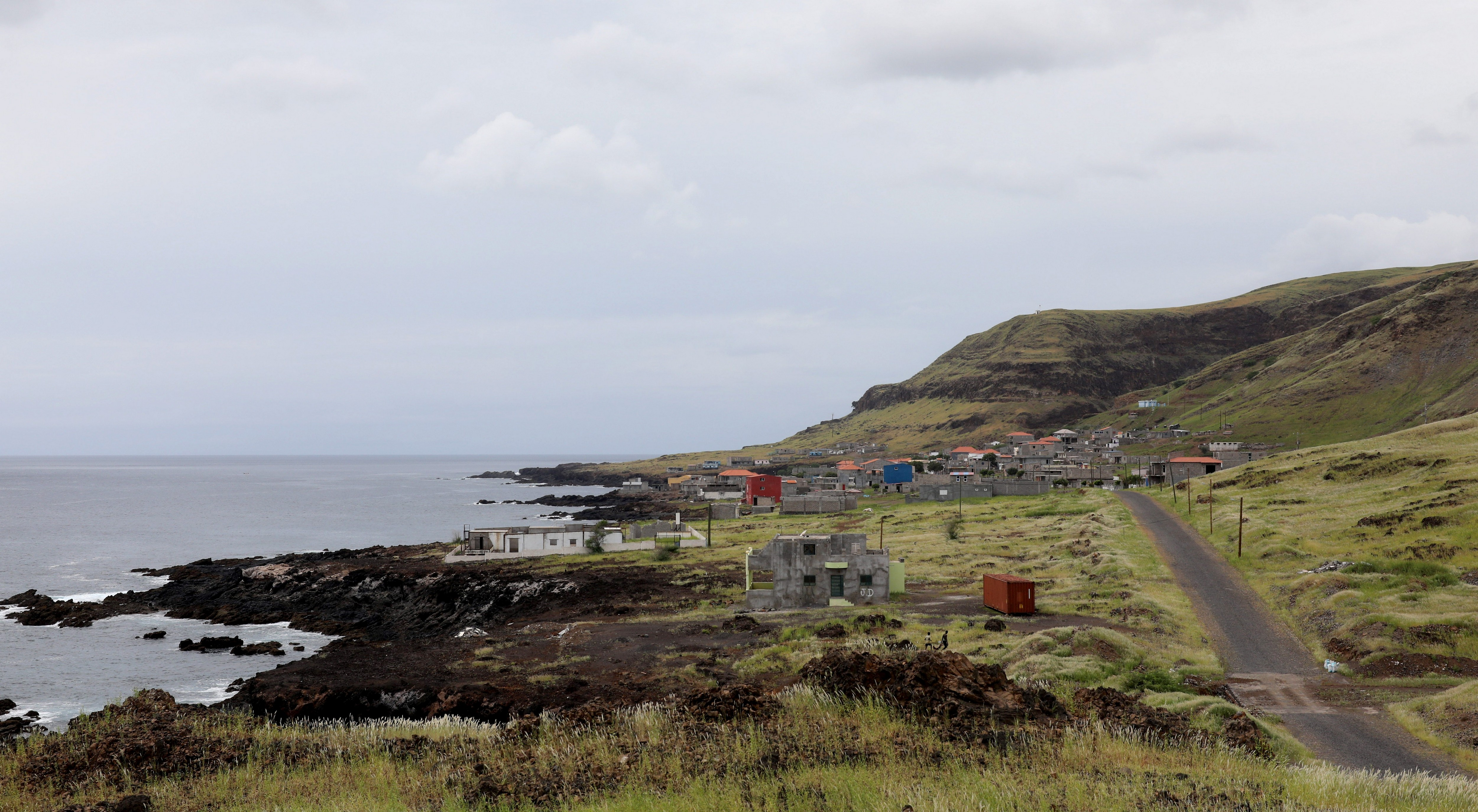

Porto Mosquito (Crioulo cabo-verdiano: Purto Muskitu, Crioulo de São Vicente: Port' Moskit') é uma aldeia da ilha de Santiago, em Cabo Verde. Localiza-se a 20 km oeste da capital nacional de Cabo Verde, Praia.

## Vilas próximos ou limítrofes
- Santa Ana, norte
- Porto Gouveia, suloeste